# Beschermde stads- en dorpsgezichten in Flevoland

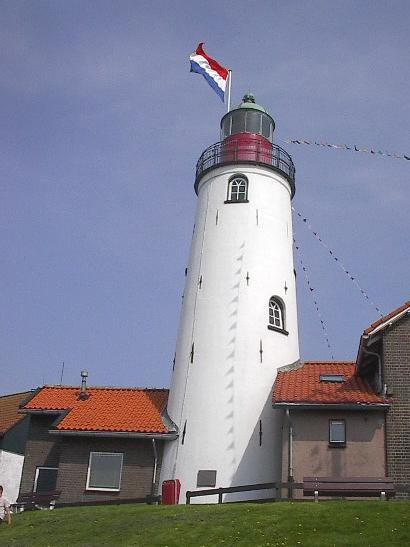
Vuurtoren van Urk

De Beschermde stads- en dorpsgezichten in Flevoland bestaan uit slechts één beschermd dorpsgezicht, beschermde stadsgezichten zijn er niet in de provincie Flevoland.

## Beschermd stadsgezicht
N.v.t.

## Beschermd dorpsgezicht
- Urk (Rijksbeschermd gezicht Urk)